# Административна подјела Енглеске
Подјела Енглеске представља хијерархију административне подјеле и неадминистративних церемонијалних области.
Енглеска је подјељена на девет региона и 48 церемонијалних грофовија, иако они имају само ограничену улогу у јавној политици. За потребе локалних власти, земља је подјељена на грофовије, округе и цивилне парохије. У неким областима, грофовије и окрузи чине двоструку административну структуру, док су у некима комбинови у јединствен орган. Парохије покривају само дио Енглеске.
Тренутни систем је резултат спорих реформи које имају поријекло у законима из 1965. и 1972. године.